# Thomas Patten
Pour les articles homonymes, voir Patten.
Thomas Patten (1910 - 16 décembre 1936) est un volontaire irlandais de la guerre d'Espagne.
Né à Dooega, sur l'île d'Achill, au sein d'une famille comptant quatorze enfants, sa langue maternelle est l'irlandais. Adolescent, Patten émigre vers l'Angleterre et travaille à Blackpool et Londres. Dans la capitale britannique, il se lie avec le Republican Congress, un groupe républicain et socialiste. En octobre 1936, après le début de la guerre, il quitte l'Angleterre et se rend en Espagne avant même la formation des Brigades internationales. À son arrivée à Madrid, il s'engage dans la milice afin de participer à la défense de la ville menacée par les forces fascistes au cours du siège de Madrid. Tué à Boadilla del Monte dans la nuit du 16 au 17 décembre 1936, il est la première personne originaire d'un pays anglophone et le premier des 74 Irlandais à trouver la mort dans le conflit.
L'écrivain irlandais Peadar O'Donnell dédia Salud! An Irishman in Spain (1937) à "un jeune garçon d'Achill".
Un monument en son honneur a été érigé dans son village natal en 1984.
Christy Moore mentionne Thomas Patten dans sa chanson Viva la Quinta Brigada.